# Amery (Wisconsin)
Amery es una ciudad ubicada en el condado de Polk en el estado estadounidense de Wisconsin. En el Censo de 2010 tenía una población de 2.902 habitantes y una densidad poblacional de 310,29 personas por km².

## Geografía
Amery se encuentra ubicada en las coordenadas 45°18′23″N 92°21′51″O / 45.30639, -92.36417. Según la Oficina del Censo de los Estados Unidos, Amery tiene una superficie total de 9.35 km², de la cual 7.67 km² corresponden a tierra firme y (18%) 1.68 km² es agua.

## Demografía
Según el censo de 2010, había 2.902 personas residiendo en Amery. La densidad de población era de 310,29 hab./km². De los 2.902 habitantes, Amery estaba compuesto por el 97.31% blancos, el 0.14% eran afroamericanos, el 0.76% eran amerindios, el 0.34% eran asiáticos, el 0.07% eran isleños del Pacífico, el 0.45% eran de otras razas y el 0.93% pertenecían a dos o más razas. Del total de la población el 2.24% eran hispanos o latinos de cualquier raza.